# 布坦坦研究所
布坦坦研究所（葡萄牙语：Instituto Butantã，发音：[ĩʃtʃiˈtutu butɐ̃ˈtɐ̃]）是位于巴西聖保羅西部布坦坦（Butantã）的一个生物研究中心，成立於1901年2月23日。布坦坦研究所是隶属于圣保罗州卫生秘书处的一个公共机构。布坦坦研究所是拉丁美洲最大的免疫生物学研究機構和生物制药生产商。布坦坦研究所以收集毒蛇以及毒蜥蜴、蜘蛛、昆虫和蝎子而闻名于世。该研究所通过提取爬行动物和昆虫的毒液，研發了能治療多種疾病（包括结核病、狂犬病、破伤风和白喉等在內）的抗蛇毒血清和药物。